# Круп
Вижте пояснителната страница за други значения на Круп.
Круп (на немски: Krupp) е немска промишлена династия от Есен. Широко известни като индустриалци във военното производство. През 1999 г. компания Фридрих Круп АГ влиза в състава на промишления конгломерат Тюсенкруп.
- Арндт Круп (? – 1624) – основател на династията
- Антон Круп, син на Арнд Круп
- Фридрих Карл Круп (1787 – 1826), немски индустриалец, основател на компания „Круп“.
- Алфред Круп (1812 – 1887), немски индустриалец и изобретател син на Фридрих Карл Круп
- Берта Айхоф Круп (1831 – 1888), жена на Алфред Круп.
- Фридрих Алфред Круп (1854 – 1902), син на Алфред Круп.
- Маргарет фон Енде Круп (1854 – 1931), жена на Фридрих Алфред Круп.
- Берта Круп фон Болен унд Халбах, дъщеря на Фридрих Алфред Круп.
- Густав Круп фон Болен унд Халбах (1870 – 1950), мъж на Берта Круп фон Болен унд Халбах.
- Алфрид Круп фон Болен унд Халбах (1907 – 1967), немски индустриалец, син на Густав Круп фон Болен унд Халбах, „последният Круп“